# 322510 Heinrichgrüber
322510 Heinrichgrüber è un asteroide della fascia principale. Scoperto nel 1990, presenta un'orbita caratterizzata da un semiasse maggiore pari a 2,5785660 UA e da un'eccentricità di 0,1957577, inclinata di 4,43753° rispetto all'eclittica.